# Soprană lirică
O soprană lirică este un tip de soprană care are o calitate vocală caldă, cu un timbru luminos, plin. Este caracterizată printr-un timbru dulce și mobilitate vocală Vocea de soprană lirică are, în general, un registru mediu mai mare decât o subretă și joacă de obicei roluri de ingenue și alte personaje simpatice în operă. Sopranele lirice au o gamă cuprinsă între aproximativ C (C4) și aproximativ „D ridicat” (D6). Aceasta este cea mai comună voce de cântare feminină. Există tendința de a împărți sopranele lirice în două grupuri: ușor și plin.

## Vezi și
- Sopran
- Soprană